# Эггерат, Вернер
Ве́рнер Э́ггерат (нем. Werner Eggerath; 16 марта 1900, Эльберфельд — 16 июня 1977, Берлин) — немецкий политик, член КПГ и СЕПГ, участник движения Сопротивления, писатель.

## Биография
В 1918—1919 годах Эггерат служил в армии, в 1920 году воевал в Рурской Красной армии и впоследствии бежал в нидерландскую провинцию Лимбург. В 1923 году проживал в приграничном Гангельте и в 1920-х годах работал в Коммунистической партии. В 1929 году избирался в городское собрание Нойса, в 1932 году руководил партийной организацией в Вуппертале. В 1932—1934 годах Эггерат учился в Международной ленинской школе в Москве и затем нелегально работал в Революционной профсоюзной оппозиции и руководстве Компартии Германии. В 1935 году был арестован и приговорён к 15 годам заключения за подготовку к государственной измене, наказание отбывал в Мюнстере и Бохуме.
В 1945 году Эггерат был назначен ландратом в Эйслебене и первым секретарём правления КПГ в Тюрингии. В 1946 году был избран депутатом тюрингенского ландтага и возглавил СЕПГ в Тюрингии. В 1947 году занимал должность министра внутренних дел, сменив на этом посту Эрнста Буссе. В 1947—1952 годах занимал должность главы правительства земли Тюрингия. В 1948—1949 годах состоял в Немецком народном совете и до 1954 года являлся депутатом Народной палаты ГДР.
В 1952—1954 годах Эггерат занимал должность статс-секретаря при председателе правительства ГДР, затем в 1957 году был назначен послом ГДР в Румынии и в 1957—1960 годах занимал должность первого статс-секретаря по церковным вопросам. С 1961 года занимался литературной деятельностью и проживал в Берлине.

## Сочинения
- Nur ein Mensch. Thüringer Volksverlag Weimar, 1947.
- 10 000 Kilometer durch das Sowjetland. Erlebnisbericht. Thüringer Landesverlag Weimar 1949.
- Die Stadt Im Tal. Dietz Verlag, Berlin, 1952.
- Die Entscheidung des Dr. Ringler. Dietz Verlag, Berlin, 1956.
- Kein Tropfen ist umsonst vergossen. Verlag Tribüne, 1959.
- Wassereinbruch! Dietz Verlag, Berlin, 1960.
- Der Kosakengeneral und andere Geschichten. Dietz Verlag, Berlin, 1961.
- Im Land der blauen Flammen. F. A. Brockhaus, Leipzig 1964.
- Quo Vadis Germania. Urania-Verlag, 1965.
- Die fröhliche Beichte. Ein Jahr meines Lebens. Dietz Verlag, Berlin, 1975.